# Hårteigen
El Hårteigen  es una montaña granítica de Noruega que al estar muy aislada —es una montaña tipo inselberg—, destaca mucho y es visible en gran parte de la región en que se encuentra dentro del Parque nacional Hardangervidda. Se localiza en el condado de Hordaland.
El pico de Hårteigen se eleva 480 metros sobre la llanura circundante (1.690 m sobre el nivel del mar). 

## Etimología
El primer elemento es del noruego antiguo hárr,  "gris", el último elemento está relacionado con el verbo alemán, zeigen, mostrar. En la meseta grande y plana de Hardangervidda esta montaña era importante para los viajeros para encontrar la dirección.

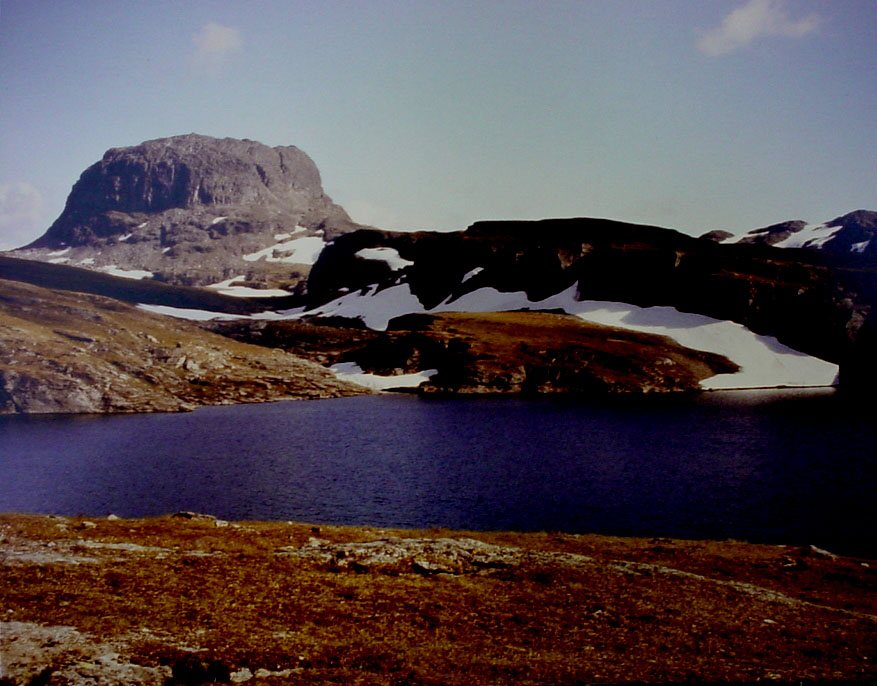
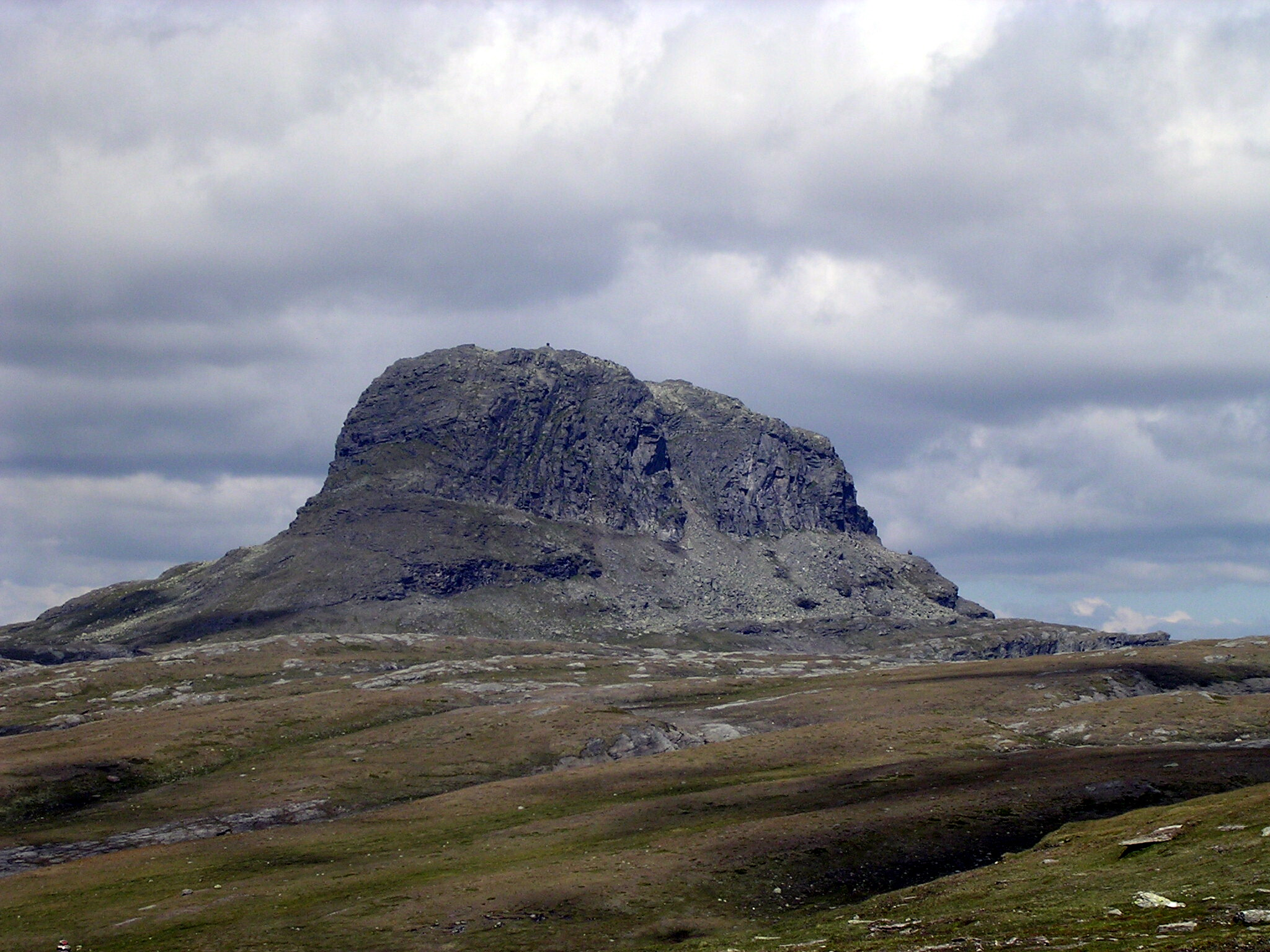